# Bluefort (navire)
Le Bluefort était un ancien ferry utilisé comme un hôtel flottant par la société canadienne Bridgemans Services. Construit de 1978 à 1979 par les chantiers Meyer Werft de Papenbourg en Allemagne de l'Ouest pour l'armateur suédois Rederi Ab Slite, il était à l'origine baptisé du nom de Diana II. Mis en service en juin 1979 sur les lignes du consortium Viking Line entre la Finlande, les îles Åland et la Suède, il reste exploité sur cet axe jusqu'en 1992. Racheté en juin 1994 par l'armateur suédois Nordström & Thulin au terme d'un an et demi d'affrètement en Allemagne, le navire intègre au mois de novembre la flotte de la compagnie estonienne EstLine sous le nom de Mare Balticum et remplace le ferry naufragé Estonia entre l'Estonie et la Suède. Remplacé en 1996, il est affrété à compter du mois de septembre par la compagnie estonienne Tallink qui l'emploie entre l'Estonie et la Finlande sous le nom de Meloodia. Retiré du service fin 2006 en raison de l'entrée en flotte de navires plus imposants, il est affrété à partir de janvier 2007 par la compagnie espagnole Baleària qui le fait naviguer entre l'Espagne continentale et les Îles Baléares. À la fin de cet affrètement en novembre 2007, le navire est revendu à la société norvégienne Equinox Offshore Accommodation Ltd et rebaptisé ARV 1, il est reconverti en hôtel flottant destiné à être utilisé pour loger des ouvriers travaillant sur des chantiers. Cédé à la société Bridgemans Services en 2013, il est utilisé dans le même but sous le nom de Bluefort jusqu'en septembre 2021, date à laquelle il est vendu pour démolition au chantier d'Alang en Inde.

## Histoire

### Origines et construction
Dans les années 1970, l'augmentation du trafic sur lignes maritimes reliant la Finlande et la Suède ont favorisé l'émergence de deux consortiums rivaux composés chacun de plusieurs compagnies maritimes finlandaises et suédoises. Tout au long de la décennie, les opérateurs Viking Line et Silja Line se livrent une course au tonnage et au confort, encouragée par une clientèle de plus en plus exigeante et une hausse constante du trafic. Malgré les moyens mis en place, la flotte de Viking Line se révèle moins performante que celle de sa rivale, en particulier depuis la mise en service des jumeaux Svea Corona, Wellamo et Bore Star entre 1975 et 1976. Dans l'optique de surpasser leurs concurrents, les compagnies SF-Line, Rederi Ab Sally et Rederi Ab Slite, propriétaires de Viking Line, se lancent dans un important programme de renouvellement de leurs flottes.
Au delà cependant de la concurrence entre les deux consortium, quelques émulations internes interviennent au sein de Viking Line à la fin des années 1970. Détenant initialement l'exclusivité de la liaison Kapellskär - Mariehamn - Naantali, la compagnie suédoise Rederi Ab Slite a toutefois été contrainte de partager la desserte avec les autres armateurs de Viking Line, provoquant une baisse de son chiffre d'affaires. Afin de rester rentable, la compagnie tente dans un premier temps de diversifier ses activités avec notamment la mise en service en 1976 du petit paquebot Apollo III qu'elle emploie alors sur des mini-croisières de 24 heures entre Stockholm et Mariehman, mais cette nouvelle activité ne permettra pas de compenser les pertes engendrées sur sa ligne principale. Ainsi, en prévision du renouvellement du partenariat unissant les trois armateurs devant avoir lieu en 1980, Slite décide de s'installer sur la ligne Turku - Mariehamn - Stockholm, itinéraire desservi depuis 1974 par SF-Line et Sally. Cette dernière prévoyant d'investir dans la construction de deux navires pour la ligne Helsinki - Stockholm, Slite envisage alors la construction d'un nouveau navire dans l'optique d'évincer Sally de la ligne de Turku.
Pour ce faire, Slite se tourne une nouvelle fois vers le chantier ouest-allemand Meyer Werft, concepteur de la plupart des navires de la flotte Viking Line depuis 1970. La future unité de Slite est alors conçue comme version beaucoup plus imposante et plus aboutie des navires de la classe Apollo, il arbore en effet une apparence similaire, mais se démarque cependant de par ses plus grandes caractéristiques. Avec une longueur de presque 140 mètres pour un tonnage dépassant les 11 000 tonneaux, il s'annonce comme le plus grand navire naviguant dans l'archipel finlandais. En comparaison avec le ferry Viking 4 de Sally, construit en 1973 par les mêmes chantiers, il est plus long d'environ 30 mètres, pèse plus du double de son tonnage et est également plus haut en raison de l'ajout de deux ponts supplémentaires. Sa capacité d'emport est tout aussi importante avec 1 900 passagers et 555 véhicules. La surface exceptionnelle permise par la grande taille du navire va être mise à profit pour l'aménagement de locaux plus spacieux et plus confortables, augmentant considérablement la qualité du service.
Mis sur cale à Papenbourg le 4 octobre 1978, le navire est lancé le 31 mars 1979 sous le nom de Diana II av Slite. Une fois les travaux de finitions achevés, le navire est livré à Rederi Ab Slite le 9 juin à Emden.

### Service

#### Viking Line (1979-1994)
Tout juste livré, le Diana II av Slite franchit le canal de Kiel et quitte l'Allemagne de l'Ouest le 9 juin 1979 pour rejoindre Slite, son port d'attache situé sur l'île de Gotland. Présenté au public le 11 juin, il en sera de même à Stockholm le 12 juin et à Mariehamn le 13 juin. Le lendemain, 14 juin 1979, le navire réalise sa première traversée commerciale entre Turku, Mariehamn et Stockholm. Lorsqu'il quitte Turku ce jour-là, il est escorté par le Nissos Chios, l'ancien Kapella de SF-Line, quittant définitivement la Baltique à la suite de sa vente en Grèce. À l'issue de la saison d'été, le nom du navire est raccourci en Diana II.
Remplaçant l'ancien Diana au sein de Rederi Ab Slite, le Diana II se substitue comme prévu au ferry Viking 4 de Rederi Ab Sally qui est alors transféré entre Naantali, Mariehamn et Kapellskär. Non contente d'avoir été évincée de l'une des lignes phares du réseau Viking Line, la direction de Sally riposte en rachetant en septembre 1979 le contrat de construction d'un jumeau du Diana II commandé chez Meyer Werft par une compagnie norvégienne ayant finalement décidé d'abandonner le projet. Désireuse de retrouver sa place entre Turku, Mariehamn et Stockholm, Sally entreprend d'importantes modifications dans les plans du navire afin de surpasser en taille et en confort le Diana II. Achevé en un temps record, le nouveau Viking Sally est mis en service en juillet 1980 et supplante le Diana II qui se voit pour sa part transféré sur la ligne Naantali - Mariehamn - Kapellskär. Il conservera dorénavant cette affectation durant toute sa carrière sous les couleurs de Viking Line, hormis durant l'été 1982 où il naviguera exceptionnellement entre Turku, Mariehamn et Stockholm.
Dès les premières années de sa carrière, le Diana II va connaître quelques modifications. En 1980, il sera constaté que les fumées s'échappant de la cheminée ont tendance à se rabattre sur la plage arrière. Afin d'éviter cela, les conduits d'échappement sont réhaussés de quelques mètres. Cette intervention ne règlera cependant pas le problème, si bien que la hauteur des conduits sera à nouveau augmentée. Dans les années 1980 également, une partie du garage sur le pont 4 sera supprimée et remplacée par de nouvelles cabines, ce qui aura pour conséquence la réduction de la capacité véhicule qui passera de 555 à 480.
Le 6 mars 1987, alors qu'il fait route vers Naantali au milieu d'un champ de glace, le navire s'immobilise vers 3h du matin au large de Sottunga afin de céder le passage au ferry Rosella arrivant en sens inverse. Mais alors que ce dernier arrive à la hauteur du Diana II, celui-ci est attiré par les remous du Rosella, provoquant une collision entre les deux navires. Par chance, les dégâts seront limités et chacun des deux ferries peut poursuivre sa route.

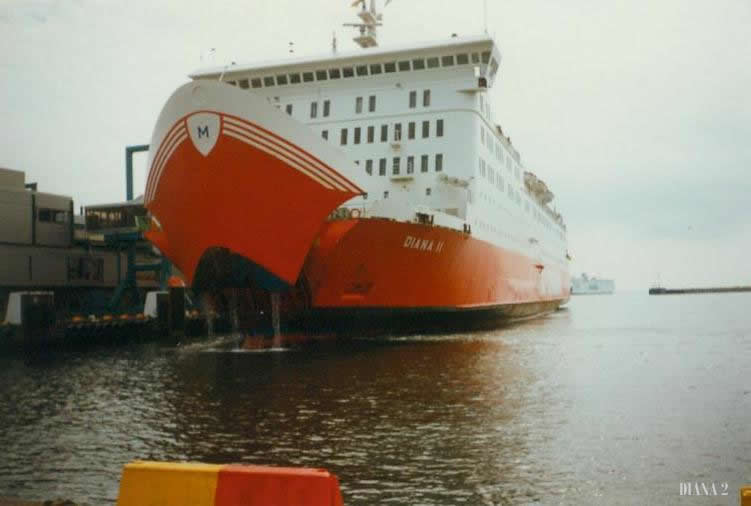
Le Diana II à Trelleborg durant son affrètement par TR-Line.

Le 5 février 1989, le Diana II talonne un haut-fond alors qu'il se trouve dans l'archipel de Stockholm. Le choc provoque une importante voie d'eau et la défaillance du système de pompage met alors le navire en grand danger. En dépit de la situation, le commandant parvient à rallier le port de Kapellskär où les passagers sont débarqués. Le Diana II finit quant à lui par se remplir d'eau et s'échouer au fond du port. Rapidement renfloué, il est par la suite conduit au sein d'un chantier naval afin d'être remis en état.
À fin des années 1980, la guerre du tonnage entre Viking Line et Silja Line atteint son apogée. Alors que le Diana II n'a même pas dépassé les dix ans de carrière, Rederi Ab Slite envisage déjà son remplacement pour l'horizon 1989. Le navire se verra cependant accorder un sursis au sein de la flotte puisqu'à la mise en service de son successeur l'Athena, le port de Kapellskär est dans l'incapacité d'accueillir le nouveau navire.
Le 24 décembre 1992, le navire arrive à Naantali et achève sa dernière traversée pour le compte de Viking Line. Peu après, il est affrété par la compagnie allemande TR-Line qui l'emploie entre l'Allemagne et la Suède à compter du 30 décembre. Durant ce service, le Diana II connaîtra un incident le 13 janvier 1993 lorsque son casque d'étrave sera endommagé au cours d'une tempête. Cette même année 1993, Rederi Ab Slite, toujours propriétaire du navire, sera confrontée à d'importantes difficultés financières qui aboutiront à son dépôt de bilan au mois d'avril. Grâce notamment au transfert de la propriété du navire au sein d'une autre entité quelques années auparavant, la charte d'affrètement n'est pas rompue. En juin 1994, il est racheté par l'armateur suédois Nordström & Thulin pour une livraison devant intervenir au mois de septembre.

#### EstLine (1994-1996)
Livré à ses nouveaux propriétaires le 26 septembre 1994 à Rostock, le navire est rebaptisé Vironia. Détenu conjointement par Nordström & Thulin mais également par l'armateur estonien ESCO, son acquisition intervient dans un contexte où la ligne suédo-estonienne assurée par la compagnie EstLine, mise en place en 1990, connaît une augmentation croissante depuis l'indépendance de l'Estonie en 1991. Avec plus de 270 000 passagers transportés depuis le début de l'année 1994, les actionnaires d'EstLine ont alors pris la décision d'aligner un second navire en renfort du ferry Estonia, qui se trouve par ailleurs être l'ancien Viking Sally. Le nom Vironia, faisant référence à la province historique du Virumaa au nord-est de l'Estonie, a été choisi durant un concours organisé au sein d'une foire touristique.
Mais alors que le navire attend d'être pris en main par un équipage d'EstLine en Allemagne, un tragique évènement va survenir et entraîner de lourdes répercussions durant les mois à venir. En effet, dans la nuit du 27 au 28 septembre 1994, l’Estonia fait naufrage au cours d'une traversée entre Tallinn et Stockholm après avoir subi une entrée d'eau massive dans son garage alors qu'il essuyait une violente tempête. Particulièrement meurtrier, l'accident coûte la vie à 852 personnes sur les 989 présentes à bord et sa médiatisation fait lourdement chuter le trafic sur toutes les lignes de la mer Baltique. Dès les premiers instants de l'enquête, l'hypothèse d'une défaillance des systèmes de verrouillage de l'étrave mobile apparaît comme la plus plausible. Les caractéristiques de l’Estonia découlant directement de celles du Vironia sur le plan technique, celui-ci est inspecté par des experts mandatés par la commission d'enquête, d'autant plus qu'une défaillance similaire à celle de l’Estonia avait touché le navire en 1993.

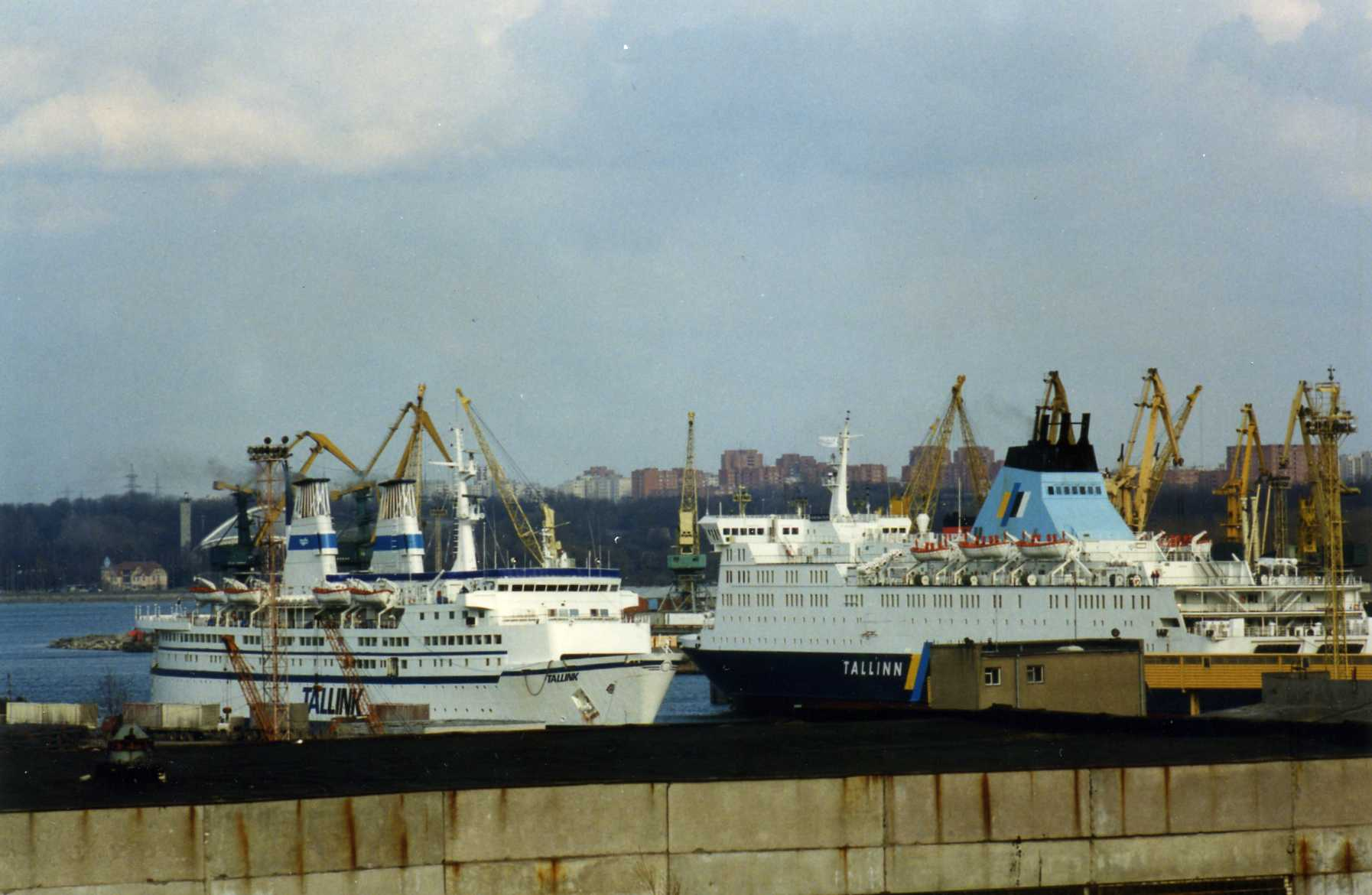
Le Mare Balticum (à droite) à Tallinn en 1996.

Une fois les inspections terminées, le navire rejoint en octobre les chantiers de Naantali afin d'être préparé en vue de sa future affectation. Par mesure de sécurité, la porte avant est condamnée et le casque d'étrave soudé au reste de la coque. Le car-ferry subit également d'autres interventions telles que le retrait de son mât arrière, l'ajout d'un stabilisateur en queue de canard à l'arrière ou encore une légère modification de l'apparence de sa cheminée. En raison de la trop grande similarité du nom Vironia avec celui de l’Estonia, le navire est rebaptisé Mare Balticum. Il est également paré des nouvelles couleurs d'EstLine avec une coque repeinte en bleu marine dont le but est, là aussi, de dissocier autant que possible la compagnie du naufrage de l’Estonia.
Une fois les travaux de transformation achevés, le Mare Balticum est mis en service le 11 novembre 1994 entre Tallinn et Stockholm, marquant alors la reprise du trafic entre l'Estonie et la Suède après plus d'un mois d'interruption. Un peu plus tard ce même mois, le navire subit quelques dégâts mineurs après une collision avec une digue du port de Tallinn.
Malgré des résultats plutôt faibles les mois suivant la reprise, conséquence directe du naufrage de l’Estonia, le trafic remonte peu à peu avec 198 000 passagers transportés en 1995. Face à cette progression, le Mare Balticum, beaucoup moins performant que l’Estonia, s'avère rapidement incapable de capter efficacement le flux de voyageurs. Pour remédier à ce problème, EstLine décide en 1996 d'employer un navire plus imposant. Ainsi, au mois de juin, la compagnie met en service le Regina Baltica, issu lui aussi de l'ancienne flotte de Viking Line. Le trafic actuel ne nécessitant pas l'emploi d'un second navire, le Mare Balticum est affrété par la société estonienne Hansatee, entité gérant la flotte de la compagnie Tallink, société sœur d'EstLine.

#### Tallink (1996-2007)

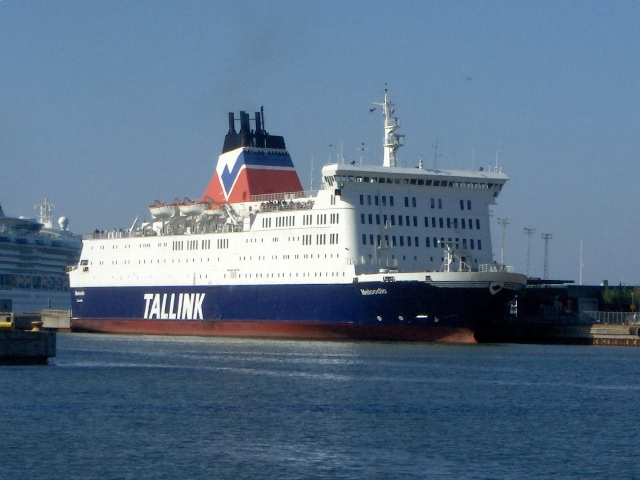
Le Meloodia en 2006.

Réceptionné par son nouvel opérateur, le navire subit quelques transformations durant l'été 1996 en vue de sa mise en service entre l'Estonie et la Finlande. Parmi les interventions prévues sur le car-ferry, la plus notable est la réhabilitation de sa porte rampe avant, condamnée en 1994. De conception identique à celle de l’Estonia le système de verrouillage est alors entièrement modifié et s'effectue désormais au moyen de portes articulées latéralement. Les travaux achevés, le navire prend le nom de Meloodia le 18 septembre et effectue sa première rotation sous les couleurs de Tallink entre Tallinn et Helsinki le 20 septembre.
Le 7 février 2002, le navire est racheté en pleine propriété par Tallink. Au cours de la décennie, la compagnie estonienne, en plein développement, entreprend le renouvellement de sa flotte en commandant plusieurs navires neufs destinés à remplacer ses plus anciens. Le 27 décembre 2006, en prévision de l'arrivée du ferry rapide Star, le Meloodia est affrété par la compagnie espagnole Baleària. Retiré de la ligne Tallinn - Helsinki le 31 décembre, il quitte l'Estonie le 5 janvier 2007 pour rejoindre la Méditerranée. Arrivé en Espagne le 15 janvier, il est commence son exploitation le lendemain, tout d'abord entre Barcelone, Minorque et Ibiza, puis à partir de février entre Valence et Majorque et enfin entre Barcelone et Minorque durant la saison estivale. À l'issue de l'affrètement, le navire est vendu le 15 octobre à Equinox Offshore Accommodation, société norvégienne basée à Singapour.

#### Equinox Offshore Accommodation/Bridgemans Services (2007-2021)
Livré le 7 décembre 2007, le navire est rebaptisé ARV 1 et enregistré sous pavillon de complaisance bahaméen. En janvier 2008, il rejoint le chantier Sembawang Shipyard à Singapour afin d'être converti en hôtel flottant. À cet effet, d'importantes modifications sont apportées au navire, une partie des superstructures est découpée à l'arrière afin d'y installer des grues, une piste d'atterrissage pour hélicoptère est installée à l'avant, des sponsons sont adjoints sur les flancs du navire et les dispositifs de sécurité d'origine sont remplacés par des plus récents.
Le navire est affrété pour sa première mission le 24 mars 2011 par la société OPS Servicos De Producao De Petroleos qui utilise ses services durant trois mois en Angola afin de loger ses employés. Basé par la suite à Gibraltar à partir de novembre 2012, il est revendu un an plus tard à la société canadienne Bridgemans Services qui l'utilise dans le même but sous le nom de Bluefort. Au cours des années 2010, le navire est utilisé pour diverses missions d'hébergement sur des chantiers autour du monde. Il escale ainsi aux Pays-Bas, en Belgique, au Danemark, au Canada ou encore aux Bahamas. Fin 2020, le navire est affrété pour une mission au Mozambique. Celle-ci sera sa dernière. En septembre 2021, le Bluefort est vendu pour démolition. Stationné aux Émirats arabes unis, il appareille le 17 septembre à destination de l'Inde où il est échoué sur les plages d'Alang et démantelé.

## Aménagements
Le Diana II possédait 11 ponts numérotés du plus bas jusqu'au plus haut de 0 à 10 (selon les critères de numérotation conventionnels sur les navires, celle des ponts du navire auraient dû être de 1 à 11). Les locaux passagers se situaient sur la totalité du pont 6 ainsi que sur une partie des ponts 4, 5 et 7 et 1. Ceux de l'équipage occupaient principalement les ponts 7, 8 et l'avant du pont 5. Les ponts 2 et 3 étaient pour leur part consacrés aux garages.

### Locaux communs
En tant que ferry, le Diana II était équipé sur le pont 6 d'un restaurant buffet à l'avant, d'un restaurant à la carte à proximité et d'une cafétéria au milieu. Sur le pont 7 avant se trouvaient un bar-salon ainsi que deux salles de conférences. Un supermarché hors-taxe était également présent sur le pont 5.
Sous pavillon estonien, la disposition des installations n'a guère changé, bien que certaines aient été ajoutées telles qu'un second bar sur le pont 6 et un pub sur le pont 7 à la place de l'ancien centre de conférences qui a été pour sa part réaménagé à l'arrière du pont 6.

### Cabines
Le navire possédait une centaine de cabines privatives internes et externes d'une capacité de deux à quatre couchages. La majorité d'entre elles étaient situées sur le pont 5 tandis que d'autres se trouvaient à l'avant du pont 4, sur le pont 1 en dessous du garage ainsi qu'à l'arrière du pont 6. Dans les années 1980, des cabines supplémentaires seront ajoutées sur le pont 4 du côté bâbord à la place d'une partie du garage.

## Caractéristiques
Le Diana II mesurait à sa mise en service 137,01 mètres de long pour 24,21 mètres de large et son tonnage était de 11 671. Le navire avait une capacité 1 900 passagers et était pourvu d'un garage pouvant accueillir initialement 555 véhicules, puis 480, répartis sur 2 niveaux et demi. Le garage était à accessible par trois portes rampes, deux située à l'arrière et une à l'avant du navire. La propulsion était assurée par quatre moteurs diesels MAN 8L40/45 développant une puissance de 17 650 kW entraînant deux hélices à pas variable faisant filer le bâtiment à une vitesse de 21 nœuds. Le navire possédait quatre embarcations de sauvetage ouvertes de taille moyenne, complétées par deux embarcation de secours de petite taille et un canot semi-rigide. En plus de ces principaux dispositifs, le navire disposait de plusieurs radeaux de sauvetage à coffre s'ouvrant automatiquement au contact de l'eau. Le navire était doté d'un propulseur d'étrave facilitant les manœuvres d'accostage et d'appareillage. Lors des transformations de 2009, le navire a été équipé d'une plateforme d'atterrissage pour hélicoptères et ses dispositifs de sécurité ont été remplacés par des embarcations de sauvetage fermées.

## Lignes desservies
Pour le compte de Viking Line, le navire a navigué entre la Suède, les îles Åland et la Finlande, dans un premier temps sur la ligne Stockholm - Mariehamn - Turku, puis à partir de 1980 sur la ligne Kapellskär - Mariehamn - Naantali qu'il desservira jusqu'en 1992. À compter de cette date, il est employé par la compagnie allemande TR-Line entre l'Allemagne et la Suède sur la ligne Rostock - Trelleborg ainsi que vers le Danemark sur la liaison Rostock - Rønne jusqu'en 1994.
Pour la compagnie EstLine de 1994 à 1996, le navire a desservi la liaison suédo-estonienne Stockholm - Tallinn.
Sous les couleurs de Tallink à partir de 1996, le navire jusqu'en 2006 l'Estonie à la Finlande sur la ligne Tallinn - Helsinki. Affrété en 2007 par Baleària, il dessert les Îles Baléares depuis l'Espagne continentale sur les lignes Barcelone - Port Mahon, Barcelone - Ibiza et Valence - Palma de Majorque.